# البحر خلف الستائر
البحر خلف الستائر هي الرواية الخامسة لعزت القمحاوي، وكتابه الحادي عشر، صدرت عام 2014 عن دار الآداب ببيروت.

## أحداث الرواية
تتناول الرواية حياة «طارئ» مقيم في برج تتوفّر فيه عوارض العولمة من فقدان الخصوصيّة وغياب الدفئ الإنساني، والوحدة القاتلة وسط زحام عبثي. هل تنجح سيّدة المسبح، أو تلك المرأة الآسيويّة، في انتشاله من ماكينة البرج العملاقة، واستعادة إنسانيّته المسلوبة؟

## وصلات خارجية
- صفحة الكاتب على الفيسبوك  على فيسبوك.
- دار الآداب على الفيسبوك  على فيسبوك.
- البحر خلف الستائر في موقع goodreads
- البحر خلف الستائر على موقع أبجد